# Sjarhej Baroŭski
Sjarhej Uladzimiravič Baroŭski (in bielorusso Сяргей Уладзіміравіч Бароўскі?, in russo Сергей Владимирович Боровский?, Sergej Vladimirovič Borovskij; Minsk, 29 gennaio 1956) è un allenatore di calcio ed ex calciatore sovietico, dal 1991 bielorusso, di ruolo difensore, tecnico in seconda dell'Islač.

## Carriera

### Club
Ha giocato nella prima divisione sovietica.

### Nazionale
Con la nazionale sovietica ha preso parte ai Mondiali 1982.

## Palmarès

### Giocatore

#### Competizioni nazionali
- Campionato sovietico: 1

Dinamo Minsk: 1982

### Allenatore

#### Competizioni nazionali
- Coppa di Moldavia: 1

Sheriff Tiraspol: 1998-1999
- Campionato lituano: 1

FBK Kaunas: 2003